# Слободан Контић (професор)
Слободан Контић (Никшић, 21.јун 1930 - Београд, 22.септембар 1998) био је редовни професор Грађевинског факултета Универзитета у Београду.

## Биографија
Слободан Контић, рођен је у Никшићу. Доласком у Београд, 1948. године, наставља школовање у Геодетској техничкој средњој школи коју завршава 1950. године. Уписује Грађевински факултет, одсек Геодезија који завршава 1955. године. По завршетку студија, почиње да ради у Косовопројекту до 1959, када је изабран за асистента на предмету Геодезија на Грађевинском факултету. Усавршавао се у току 1963. године на Техничком универзитету Дрездену код професора Пешела, а у току 1964. године у Истраживачком институту Баварске академије наука у Минхену код професора Кнајсла. Докторирао је 1965. године. Године  1967. изабран је за доцента, 1973. за ванредног професора за предмет Геодезија за студенте грађевинских смерова, а 1978. године изабран је за редовног професора за предмет Геодезија на Грађевинском факултету у Београду. Поред Геодезије, предавао је предмете Теорија инструмената и Огранизација и економика геодетских радова. Предавао је Геодезију на Техничком факултету у Новом Саду и на Војној академији КОВ-а у Београду, а повремено је држао наставу на Грађевинском факултету у Подгорици и Нишу. У периоду од 1973. до 1975. године био је шеф Катедре за геодезију на Грађевинском факултету. За потребе привреде обавио је велики број значајних радова из области геодезија и грађевинарство. Објавио је више научних радова из подручја инжењерске геодезије и геодетске метрологије. Аутор је уџбеника Геодезија и Електронско мерење дужина. Пензионисан је 1995. године, а преминуо 1998. године.

## Уџбеници
- Геодезија
- Електронско мерење дужина